# Elaeodendron croceum
Elaeodendron croceum är en benvedsväxtart som först beskrevs av Thunb., och fick sitt nu gällande namn av Dc. Elaeodendron croceum ingår i släktet Elaeodendron och familjen Celastraceae. Inga underarter finns listade.

## Bildgalleri

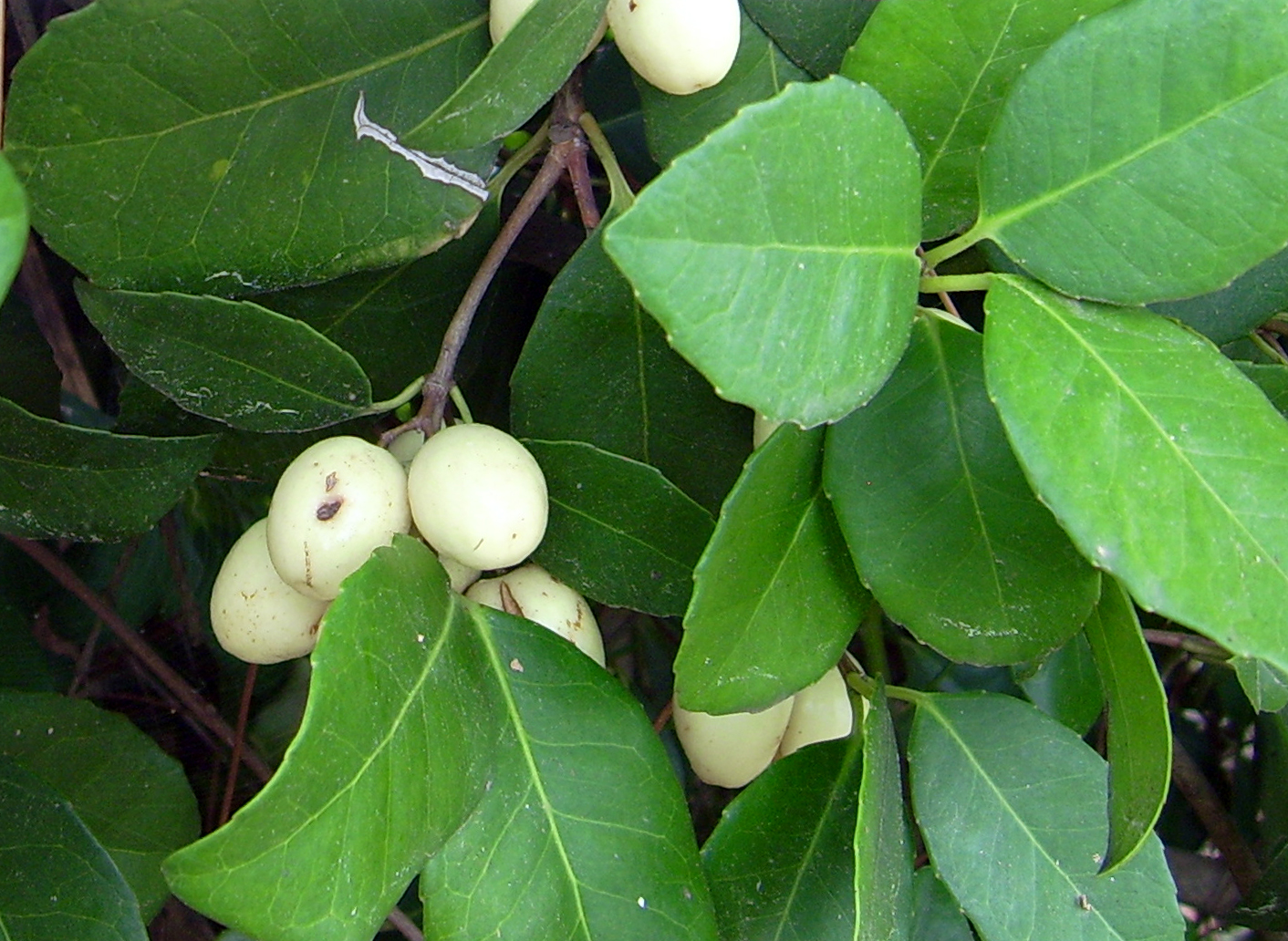